# آلن ويك 2
آلن ويك 2 (بالإنجليزية: Alan Wake II) هي لعبة رعب البقاء لعام 2023 من تطوير شركة ريميدي إنترتينمنت ونشر شركة إيبك غيمز وهي الجزء الثاني للعبة آلن ويك. صدرت اللعبة على أجهزة بلاي ستيشن 5 ومايكروسوفت ويندوز وإكس بوكس سيريس إكس وسيريس أس بتاريخ 27 أوكتبرفي 2023. أُعِلن عن اللعبة رسمياً خلال حفل جوائز اللعبة 2021.
تتبع القصة الروائي الأكثر مبيعًا آلن ويك، الذي ظل مُحاصرًا في بُعد بديل لمدة 13 عامًا، وهو يحاول الهروب من خلال كتابة قصة رعب تتضمن عميلًا خاصًا لمكتب التحقيقات الفيدرالي تُدعى ساغا أندرسون.
تلقت لعبة آلن ويك 2 تقييمات إيجابية وتم ترشيحها لعدة جوائز لهذا العام.

## أسلوب اللعب
بالمقارنة مع اللعبة السابقة آلن ويك، التي كانت لعبة مغامرات وحركة ذات موضوعات رعب، فإن آلن ويك 2 هي لعبة رعب البقاء يتم لعبها من منظور الشخص الثالث. يلعب اللاعبون بشخصية آلن ويك أو ساغا أندرسون في قصتين منفصلتين للاعب واحد، والتي يمكن لعبها بأي ترتيب يختاره اللاعب؛ على الرغم من أنه لا يمكن لعب الافتتاحية والنهاية إلا بشخصية ساغا أو آلن، على التوالي.
يجتاز ويك وأندرسون البيئات ويقاتلان الأعداء باستخدام أسلحة نارية مختلفة ومصباح يدوي، ويمكن "تركيز" الأخير لجعل الأعداء عرضة لهجمات الأسلحة النارية. يؤدي تركيز المصباح إلى استنزاف بطاريته، ويحتاج اللاعبون إلى استخدام كمية محدودة من البطاريات والذخيرة بشكل استراتيجي من أجل البقاء. عندما يكون الأعداء قريبين، يمكن لـ ساغا أو آلن إجراء المراوغة.
تتضمن آلن ويك 2 عناصر بوليسية: عند اللعب بشخصية ساغا، يمكن للاعبين الوصول إلى مساحة خالية من الأعداء يطلق عليها اسم "Mind Place". توصف بأنها "قائمة ثلاثية الأبعاد" ، فإن Mind Place عبارة عن تمثيل مرئي لأفكار ساغا. في Mind Place، يدير اللاعبون لوحة دبوسية يمكنهم من خلالها ربط الأدلة لتجميع اللغاز الرئيسي، بالإضافة إلى تحديد الشخصيات لجمع الأدلة. وعند اللعب بشخصية آلن، يمكن للاعبين الوصول إلى "غرفة الكاتب"، حيث يمكنهم رؤية الخطوط العريضة للرواية التي يكتبها. ومن خلال إضافة تفاصيل الحبكة وتغييرها في المخطط التفصيلي، ويمكنهم التعامل مع المساحة المحيطة بآلن. كل من Mind Place وغرفة الكاتب لا يوقفان العالم الخارجي.
العنصر العائد من آلن ويك هو صفحات المخطوطة: يجد اللاعبون صفحات من مخطوطة تنبئ بالأحداث القادمة في القصة. يتميز آلن ويك 2 بنظام شجرة الحوار.

صور لأعضاء من فريق التمثيل الرئيسيين للعبة آلن ويك 2
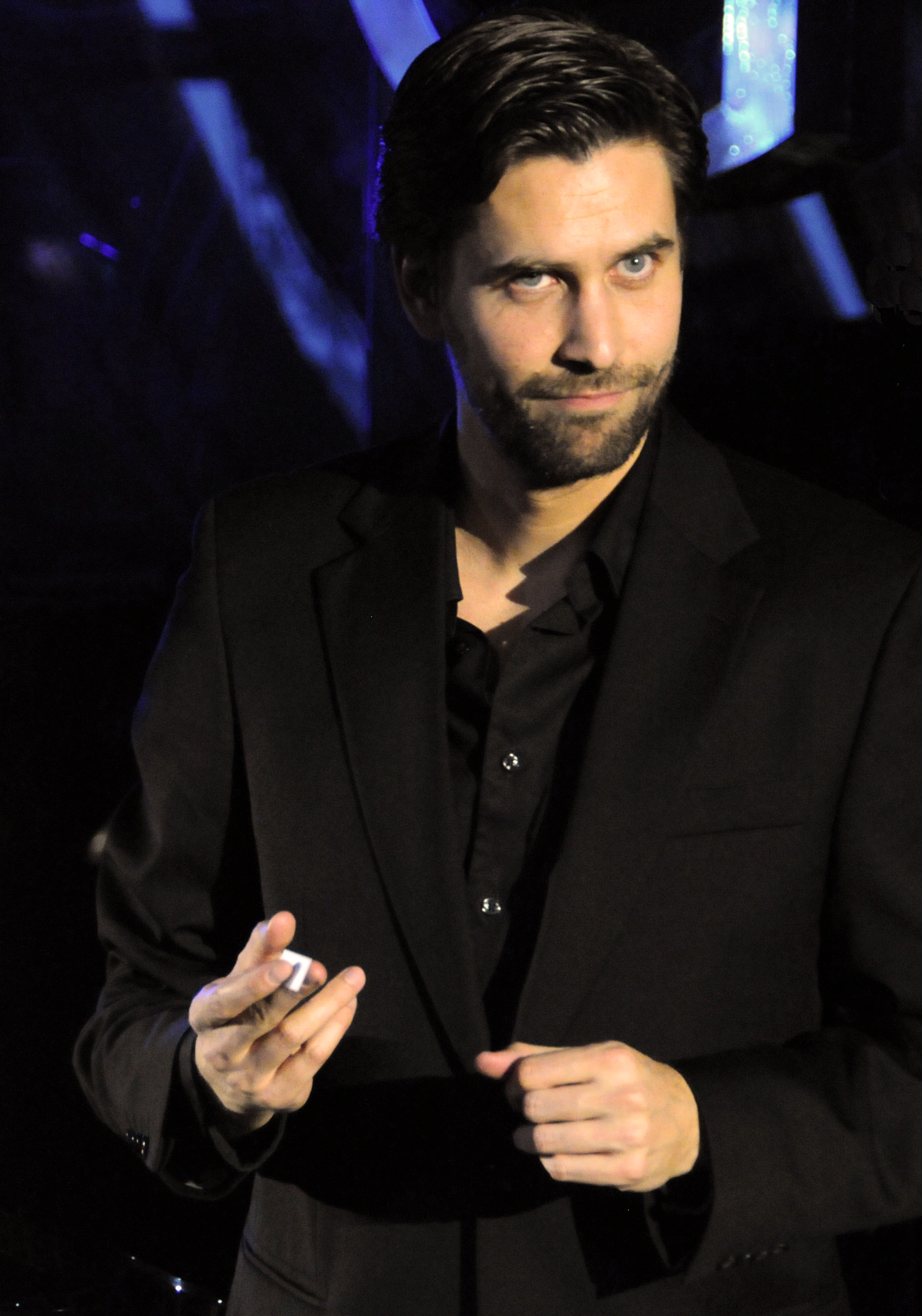
إلكا فيلي يمثل شخصية آلن ويك
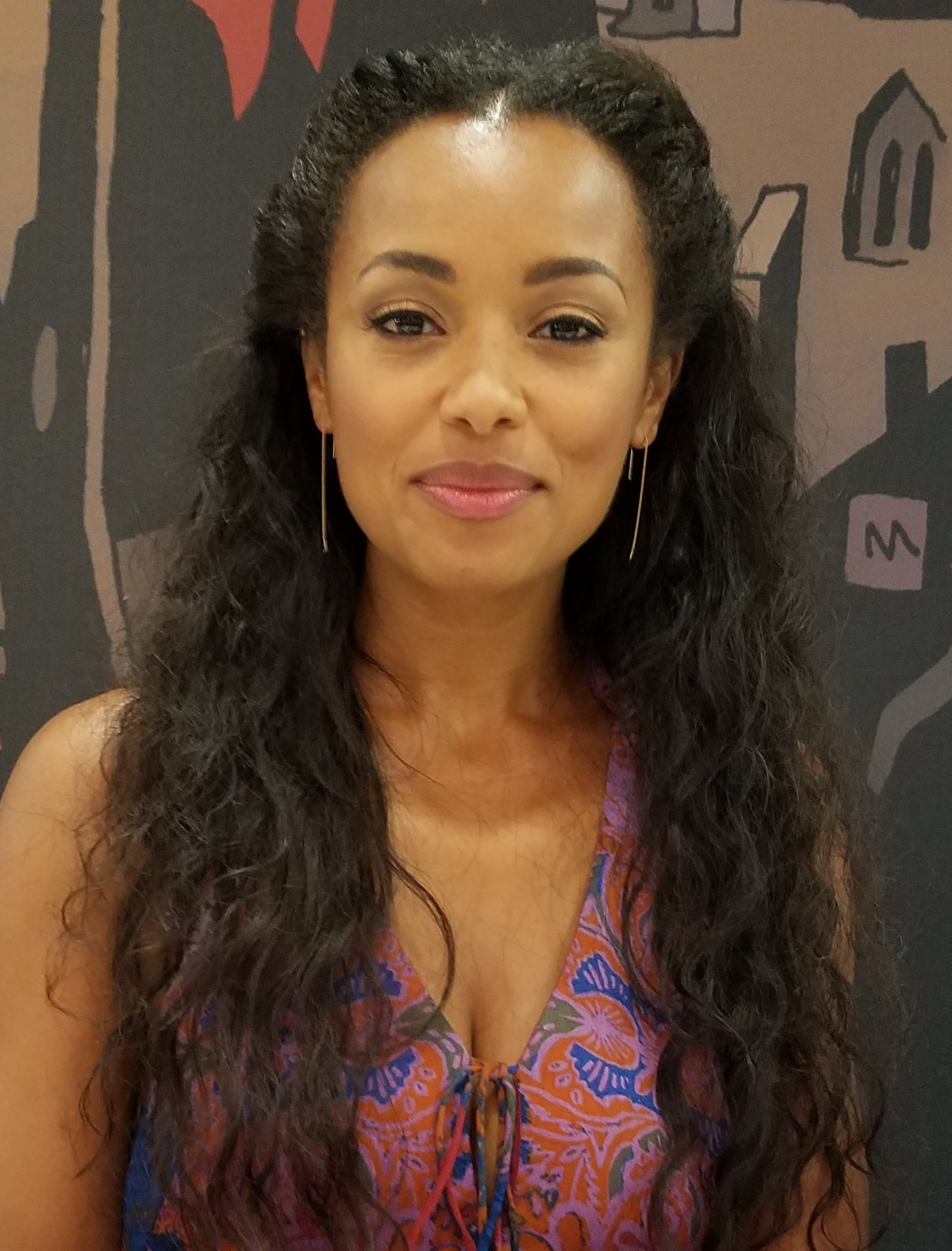
ميلاني ليبورد تمثل شخصية ساغا أندرسون
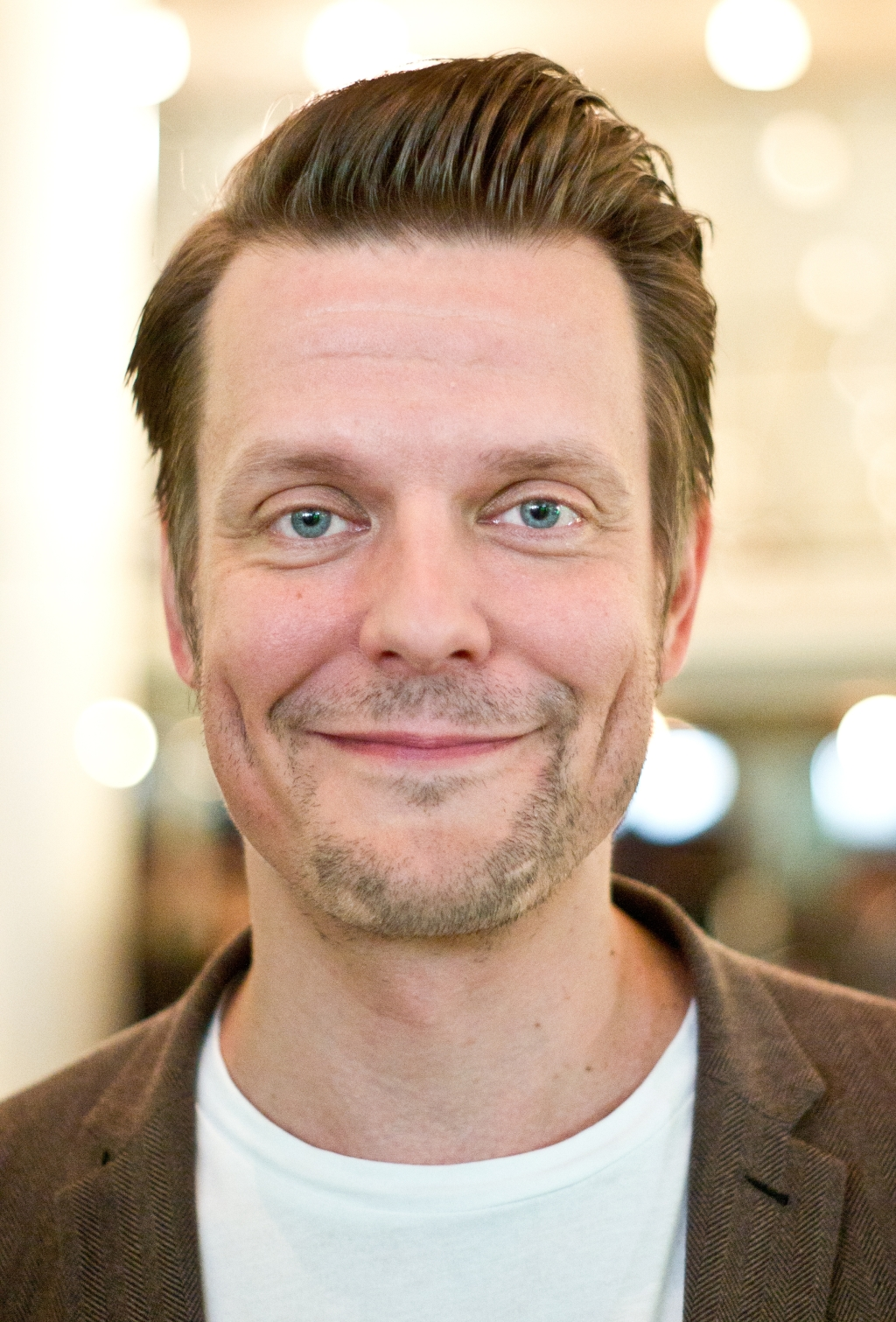
سام ليك، يمثل شخصية أليكس كيسي
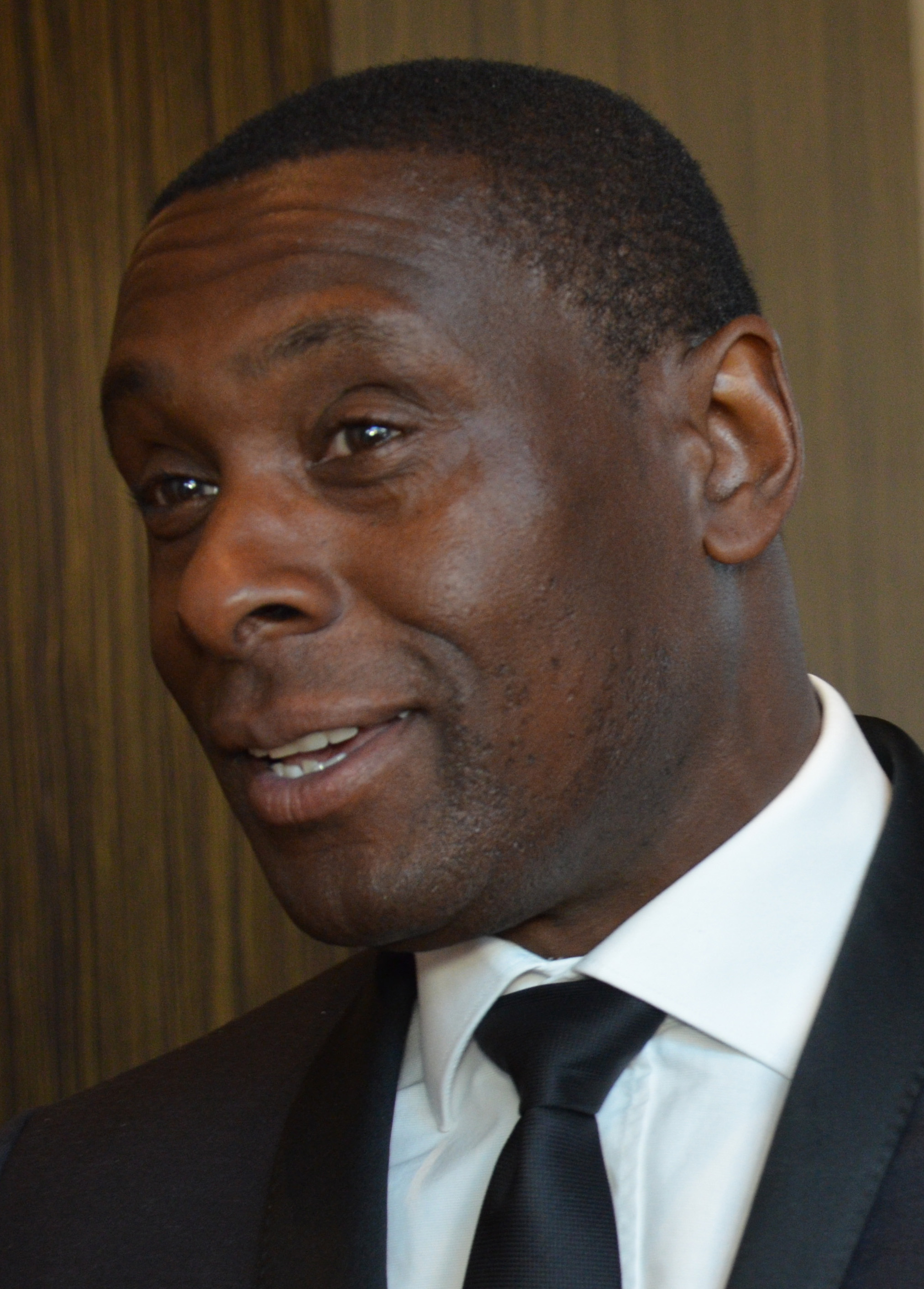
ديفيد هاروود يمثل شخصية السيد دور
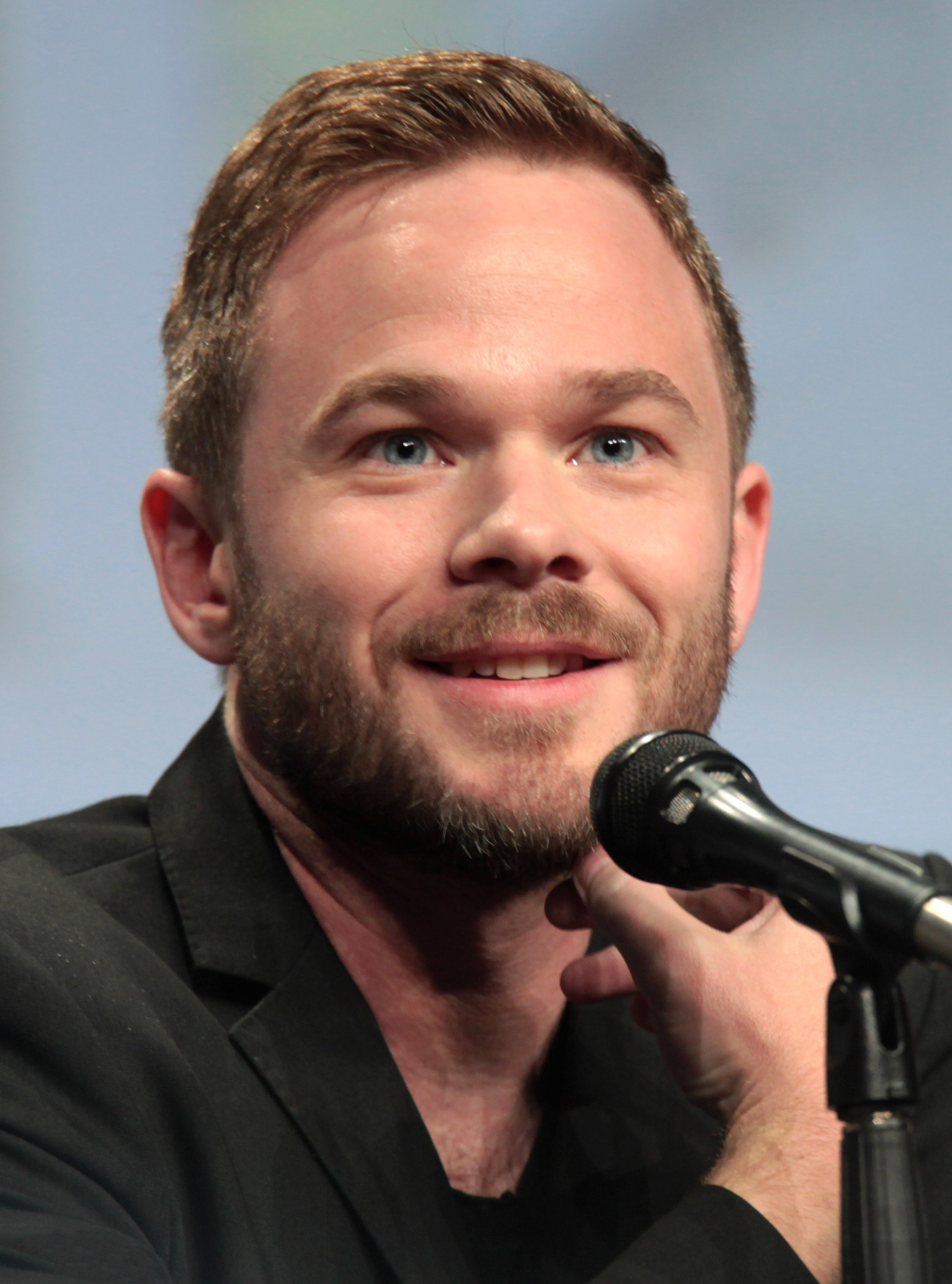
شون أشمور يلعب دور الشريف تيم بريكر
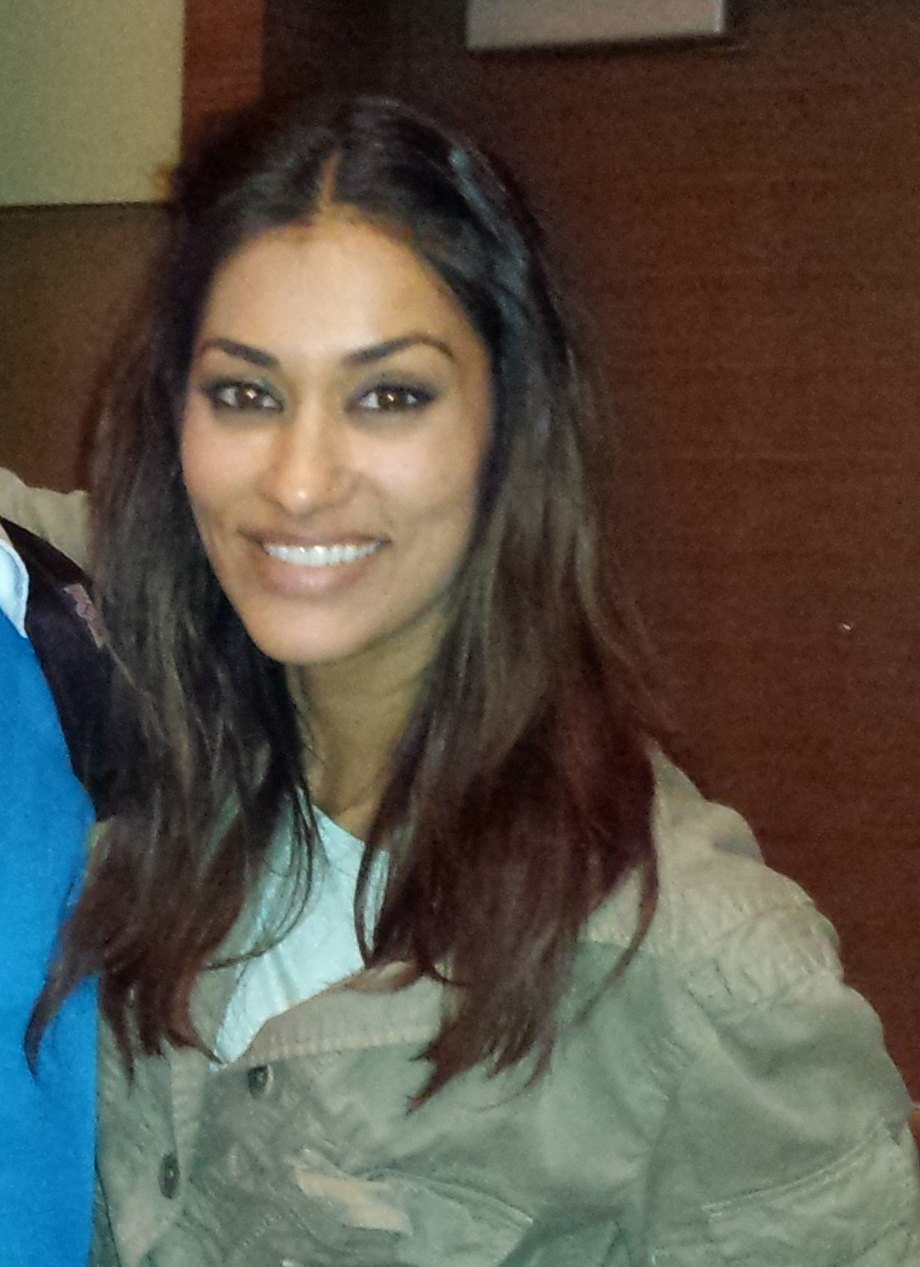
يانينا غافانكارتمثل شخصية كيران استيفيز

## تقييمات اللعبة
| استقبال |                                        |
| --- | -------------------------------------- |
| مجموع النقاط المجموع نقاط ميتاكريتيك (PC) 89/100 [ 8 ] (PS5) 89/100 [ 9 ] (XSXS) 90/100 [ 10 ] نتائج المراجعة نشرة نقاط دستركتويد 9/10 [ 11 ] يورو غيمر [ 12 ] غيم إنفورمر 7.75/10 [ 13 ] غيم سبوت 10/10 [ 14 ] غيمز رادار [ 15 ] آي جي إن 9/10 [ 16 ] بي سي غيمر (الولايات المتحدة) 88/100 [ 17 ] بي سي غيمز إن 9/10 [ 18 ] شاك نيوز 9/10 [ 19 ] |                                        |
| مجموع النقاط |                                        |
| المجموع | نقاط                                   |
| ميتاكريتيك | (PC) 89/100 (PS5) 89/100 (XSXS) 90/100 |
| نتائج المراجعة |                                        |
| نشرة | نقاط                                   |
| دستركتويد | 9/10                                   |
| يورو غيمر | [ 12 ]                                 |
| غيم إنفورمر | 7.75/10                                |
| غيم سبوت | 10/10                                  |
| غيمز رادار | [ 15 ]                                 |
| آي جي إن | 9/10                                   |
| بي سي غيمر (الولايات المتحدة) | 88/100                                 |
| بي سي غيمز إن | 9/10                                   |
| شاك نيوز | 9/10                                   |

تلقت آلن ويك 2 مراجعات "إيجابية بشكل عام" من النقاد، بينما تلقى إصدار Xbox Series X "إشادة عالمية"، وفقًا لموقع مجمع المراجعة ميتاكريتيك.
تم تصنيف  آلن ويك 2 في المرتبة الأولى في قائمة مجلة تايم لأفضل 10 ألعاب فيديو لعام 2023.